# ベーテ・有理・黒崎
ベーテ・有理・黒崎（ベーテ・ゆうり・くろさき、Yuli Kurosaki Bethe, 1985年1月27日 - ）は、日本のゲームクリエイター、男性声優。以前はプロ・フィットに所属（預かり）していた。ニューヨーク州出身、京都府育ち。血液型はA型。

## 経歴・人物
プロ・フィット声優養成所卒。
安田均の通訳を担当した縁からクリエーター集団グループSNEに所属。『ソード・ワールド2.0』のリプレイなどの執筆に携わり、リプレイでも異例として前面に押し出された「リアルドワーフ」とも呼ばれる印象的な容姿が知られるようになる。以降は声優としての活動は疎遠になり、自身を「元」声優としていたが、SNEの関連作品において声優業に復帰している。
日本で活動するにあたり、姓名順も日本式にしている。すなわち「ベーテ」が姓であり、「有理」が名、「黒崎」はミドルネームである。
ノーベル物理学賞受賞歴のあるアメリカの物理学者ハンス・ベーテ（1906年7月2日 - 2005年3月6日）は母方の祖父にあたる。

## 出演作品

### 劇場版アニメ
- ヱヴァンゲリヲン新劇場版:破
- 8月のシンフォニー -渋谷2002〜2003

### ドラマCD
- 瑠璃の風に花は流れる（船員たち）
- コクーン・ワールド（スランバード、チンピラ店主、龍脂兵）

### ミュージカル
- Fiddler on the Roof（屋根の上のヴァイオリン弾き）（ナフム）
- Wizard of Oz（オズの魔法使い）（ウィンキー隊長）

## 書籍
- ソード・ワールド2.0リプレイ from USA (1) 蛮族英雄－バルバロスヒーロー－　ISBN 978-4-8291-4598-2
- ソード・ワールド2.0リプレイ from USA (2) 姫騎士襲撃－プリンセスナイト－　ISBN 978-4-8291-4612-5
- ソード・ワールド2.0リプレイ from USA (3) 竜魔争鳴－ラヴコンフリクト－ ISBN 978-4-8291-4626-2
- ソード・ワールド2.0リプレイ from USA (4) 魔神跳梁－デーモンランブル－ ISBN 978-4-8291-4650-7
- ソード・ワールド2.0リプレイ from USA (5) 鉄姫降臨－アイアンレディ－ ISBN 978-4-8291-4665-1
- ソード・ワールド2.0リプレイ from USA (6) 蛮竜侵撃－ドレイクストライク－ ISBN 978-4-8291-4680-4
- ソード・ワールド2.0リプレイ from USA (7) 蒼天騒乱－ライオットスカイ－ ISBN 978-4-8291-4699-6
- ソード・ワールド2.0リプレイ from USA (8) 双剣相剋－デュアルブラッド－ ISBN 978-4-8291-4719-1
- ソード・ワールド2.0リプレイ from USA (9) 闇塔閻舞 -ダンスマカブル- ISBN 978-4-8291-4732-0
- ソード・ワールド2.0リプレイ from USA (10) 英雄之剣 -アンセルムズソード- ISBN 978-4-04-712923-8
- ソード・ワールド2.0リプレイ from USA (11) 蛮勇再臨 -ガッデムアゲイン- ISBN 978-4-04-070044-1
- ソード・ワールド2.0リプレイ 千竜と刃の革命(レイド) 1 Departure ISBN 978-4-04-070294-0
- ソード・ワールド2.0リプレイ 千竜と刃の革命(レイド) 2 Breakout ISBN 978-4-04-070295-7
- ソード・ワールド2.0リプレイ 千竜と刃の革命(レイド) 3 Grandslam ISBN 978-4-04-070527-9
- ソード・ワールド2.0リプレイ Rock'n Role (1) レンドリフト・ミスフィッツ ISBN 978-4-04-070759-4
- ソード・ワールド2.0リプレイ Rock'n Role (2) ガンズ＆ウルブズ ISBN 978-4-04-070760-0
- ソード・ワールド2.0リプレイ Rock'n Role (3) ヴァンパイア・ゲームエンド ISBN 978-4-04-070984-0
- ソード・ワールド2.0リプレイ Rock'n Role (4) ドロップデッド・マーメイド ISBN 978-4-04-072048-7
- ソード・ワールド2.0リプレイ Rock'n Role (5) ファイナル・ショウダウン ISBN 978-4-04-072049-4
- ソード・ワールド2.5リプレイ トレイン・トラベラーズ！ ISBN 978-4-04-072808-7